# Corallizoanthus tsukaharai
Corallizoanthus tsukaharai is een Zoanthideasoort uit de familie van de Parazoanthidae. De wetenschappelijke naam van de soort is voor het eerst geldig gepubliceerd in 2008 door Reimer in Reimer Nonaka Sinniger & Iwase.